# Sint-Niklaaskerk (Raeren)

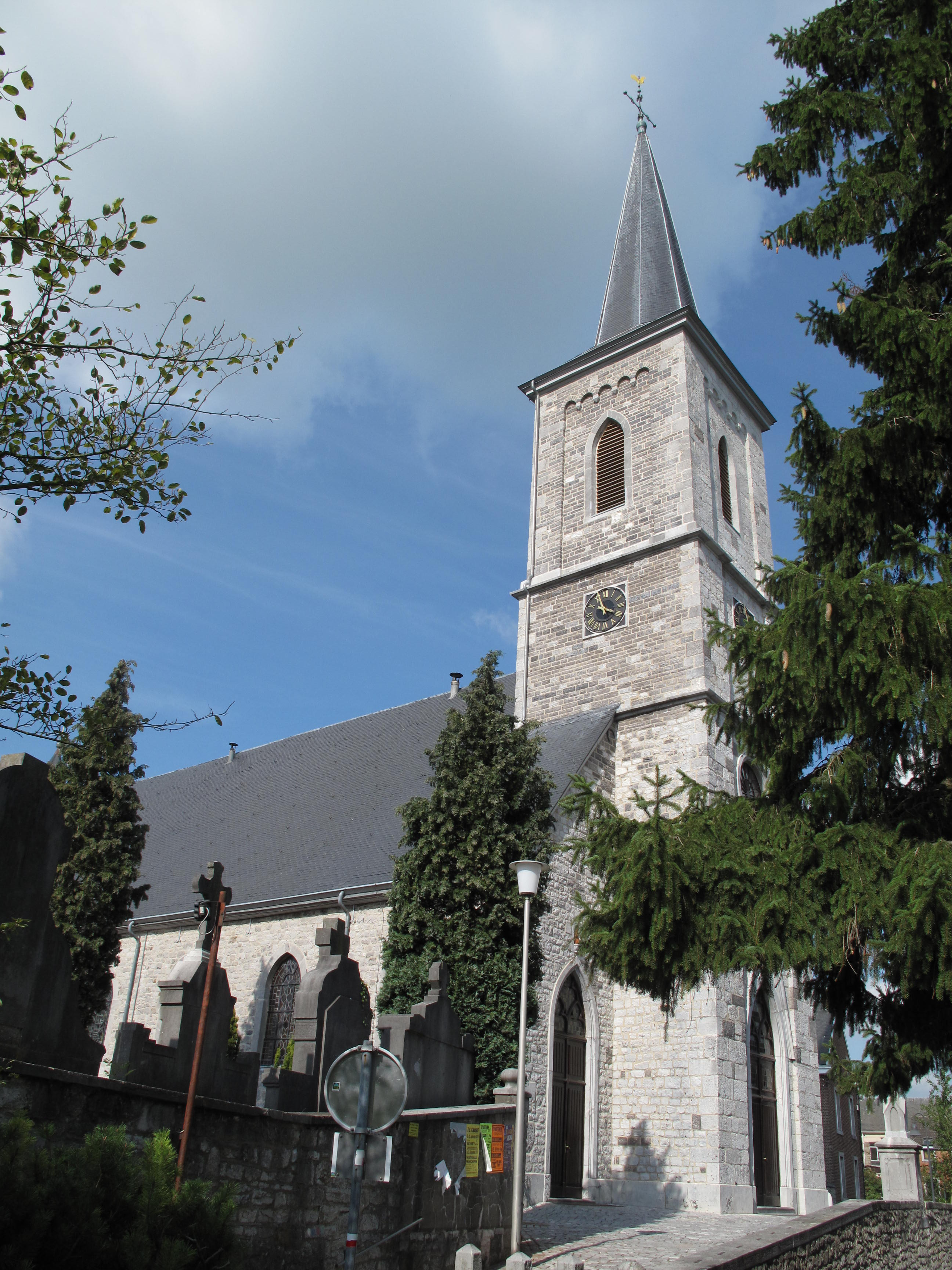
Sint-Niklaaskerk

De Sint-Niklaaskerk (Sankt Nikolauskirche) is de parochiekerk van de Belgische plaats Raeren, gelegen nabij de Hauptstraße.

## Geschiedenis
Vanaf 1668 zijn er kerkelijke registers van deze parochie beschikbaar. Het betreft een driebeukige kerk met halfingebouwde toren, die in 1720-1723 werd herbouwd naar ontwerp van Laurenz Mefferdatis. In 1729 werd de kerk van stucwerk voorzien en in 1753 werd een sacristie aangebouwd. In 1847 werd de kerk met twee traveeën vergroot en werd ze voorzien van een toren. De architect was Pesch. De kerk is gebouwd in natuursteenblokken.

## Interieur
De kerk heeft neobarokke altaren van omstreeks 1895. Een corpus van een crucifix is 17e-eeuws. De biechtstoelen zijn van 1766 en werden vervaardigd door Joseph Schauff. Een binnendeur is van omstreeks 1750 en is in Lodewijk XV-stijl. Er is een piëta van 1748, vervaardigd door Krin Plaum, een gepolychromeerd houten beeld van Sint-Nikolaas van 1697, een beeld van Sint-Antonius Abt van omstreeks 1450, een houten beeld van Sint-Lucia uit de 2e helft van de 18e eeuw. Het orgel werd in 1850 gebouwd.
De kerk wordt omgeven door een kerkhof, met diverse, in de muur ingemetselde, 18e-eeuwse grafkruisen.